# Pape Thiaw
Pape Thiaw (Dakar, 5 febbraio 1981) è un allenatore di calcio ed ex calciatore senegalese, di ruolo attaccante, commissario tecnico ad interim della nazionale senegalese.

## Statistiche

### Statistiche da allenatore
Statistiche aggiornate al 13 ottobre 2024.

#### Nazionale senegalese nel dettaglio
| 2024           | Senegal        | Qual. Coppa d'Africa 2025 | sub, Nel gruppo L | 2 | 2 | 0 | 0 | 100,00& | 5 | 0 | +5 |
| Totale Senegal | Totale Senegal | Totale Senegal            | Totale Senegal    | 2 | 2 | 0 | 0 | 100,00  | 5 | 0 | +5 |

#### Panchine da commissario tecnico della nazionale senegalese
| Cronologia completa delle presenze e delle reti in nazionale ― Senegal | Cronologia completa delle presenze e delle reti in nazionale ― Senegal | Cronologia completa delle presenze e delle reti in nazionale ― Senegal | Cronologia completa delle presenze e delle reti in nazionale ― Senegal | Cronologia completa delle presenze e delle reti in nazionale ― Senegal | Cronologia completa delle presenze e delle reti in nazionale ― Senegal | Cronologia completa delle presenze e delle reti in nazionale ― Senegal | Cronologia completa delle presenze e delle reti in nazionale ― Senegal |
| Data                                                                   | Città                                                                  | In casa                                                                | Risultato                                                              | Ospiti                                                                 | Competizione                                                           | Reti                                                                   | Note                                                                   |
| ---------------------------------------------------------------------- | ---------------------------------------------------------------------- | ---------------------------------------------------------------------- | ---------------------------------------------------------------------- | ---------------------------------------------------------------------- | ---------------------------------------------------------------------- | ---------------------------------------------------------------------- | ---------------------------------------------------------------------- |
| 11-10-2024                                                             | Diamniadio                                                             | Senegal                                                                | 4 – 0                                                                  | Malawi                                                                 | Qual. Coppa d'Africa 2025                                              | Pape Gueye Sadio Mané Boulaye Dia Nicolas Jackson                      | Cap: K.Koulibaly                                                       |
| 15-10-2024                                                             | Lilongwe                                                               | Malawi                                                                 | 0 – 1                                                                  | Senegal                                                                | Qual. Coppa d'Africa 2025                                              | Sadio Mané                                                             | Cap: K.Koulibaly                                                       |
| Totale                                                                 |                                                                        | Presenze                                                               | 2                                                                      |                                                                        | Reti                                                                   | 5                                                                      |                                                                        |